# Madison Grant

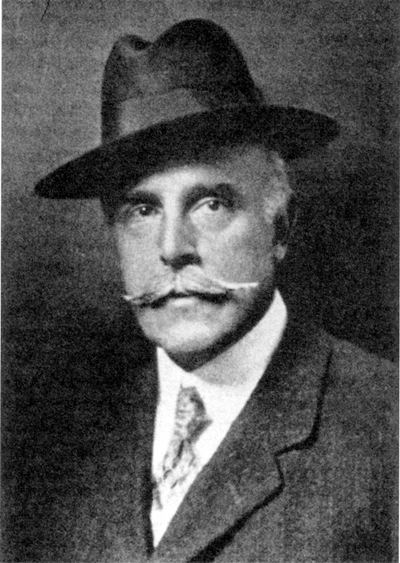
Madison Grant, ca. 1920er

Madison Grant (* 19. November 1865 in New York; † 30. Mai 1937 ebenda) war ein US-amerikanischer Rechtsanwalt und Verfasser rassentheoretischer Werke. Er war u. a. Verwaltungsrat im American Museum of Natural History und Mitgründer des Bronx Zoos.

## Leben
Grant wurde als Sohn einer alten angloamerikanischen Familie schottischer Herkunft in New York geboren. Sein Vater Gabriel Grant war ein bekannter Arzt, der während des Bürgerkriegs für seine Verdienste ausgezeichnet wurde. Seine Mutter Caroline Manice war eine Nachfahrin von Jessé De Forest, der 1623 zu den ersten Kolonisten Nord-Amerikas gehörte. Über die Linie des Vaters war Grant mit Robert Treat Paine, einem der Unterzeichner der amerikanischen Unabhängigkeitserklärung, verwandt. Grant studierte an der Yale University und an der Columbia Law School Jura. Danach arbeitete er als Rechtsanwalt; sein Hauptinteresse galt allerdings den Naturwissenschaften, wobei er sich bald der Eugenik zuwandte.
Der Anthropologe Alexander Goldenweiser hielt Grants Hauptwerke The Passing of the Great Race (1916) und The Conquest of a Continent (1933) für bewundernswerte Beispiele für in ein wissenschaftliches Gewand gekleidete rassistische Vorurteile. In diesen beiden Schriften hat Grant die Aussagen von William Z. Ripleys einflussreicher Rassentaxonomie The Races of Europe (1899) ins Nordizistische gewendet.
Der Autor Jonathan Spiro (2008) nennt Grant den Führer der eugenischen Bewegung in den USA. Madison Grant verbreitete die Auffassung von den Blondhaarigen und Blauäugigen als der „Herrenrasse“ und forderte, dass der Staat die Abkömmlinge „minderer Rassen“ vernichten (eliminate) soll, welche keinen „Wert“ (value) für die Gesellschaft haben. Seine Werke waren in den USA der 1920er Jahre sehr populär, da sie zu einer Welle der konservativen Reaktion auf gesellschaftliche Veränderungen und zu einer einwandererfeindlichen Stimmung passten. Vor allem süd- und osteuropäische, jüdische und ostasiatische Einwanderer waren jetzt nicht mehr willkommen.
Grant arbeitete als Lobbyist für die Verbreitung seiner Ansichten, was dazu führte, dass der US-Kongress in den 1920er Jahren eine Reihe von Gesetzen beschloss, welche die Einwanderung beschränkten; das bekannteste Beispiel dafür ist der Immigration Act of 1924. Die Einwanderung von Europäern wurde dadurch eingeschränkt, die von Asiaten gänzlich verboten. Mehrere Bundesstaaten verboten infolge seiner Einflussnahmen Heiraten zwischen verschiedenen Ethnien und erließen Gesetze zur Sterilisierung von Menschen, die als „unworthy“ im Sinn von „minderwertig“  bezeichnet wurden. Letztlich waren davon laut Spiro Tausende von Menschen betroffen.
Spiro bemängelt, dass auf eine unerklärliche Weise die Archivlage über Leben und Werk Grants seit Jahrzehnten sehr schlecht sei; die Quellen seien bereinigt worden. In der Summe fielen in der Person Grants an Tendenzen zusammen: das anti-demokratische Denken des alten angelsächsischen Ostküsten-Establishments, eine frühe grüne Bewegung für den Tier- und sonstigen Naturschutz und das Öko-Management sowie eine rassistische Eugenik.

## Einfluss
Grants Ideen haben Einfluss auf Adolf Hitler und die aufkommende nationalsozialistische Bewegung gehabt. Hitler schickte an Madison Grant einen begeisterten Fan-Brief, in dem er „Der Untergang der Großen Rasse“ (1925 auf Deutsch erschienen) als „seine Bibel“ bezeichnet. Hitler übernahm die Rede von den „minderwertigen“ Rassen; sie sollten zugunsten einer gestärkten „nordischen Rasse“ verschwinden. Das hieß bei Grant „nordisizing“, bei den Nazis dann „aufnorden“. Das Exemplar mit Widmung, das Grant daraufhin an Hitler sandte, befindet sich heute in der Library of Congress.
In seinem Manifest 2083: A European Declaration of Independence erwähnt der norwegische Attentäter Anders Behring Breivik Madison Grant und sieht sich selbst als „Verteidiger der weißen Rasse“.

## Werke (Auswahl)
- The Passing of the Great Race or the Racial Basis of European History. Reihe: American Immigration Collection, Series 2. 1916; 2. A. mit neuem Vorwort von Henry Fairfield Osborn. Scribner’s Sons, New York 1918; Reprint der 1916er Ausgabe o. O. 2009[4]
  - deutsch: Der Untergang der großen Rasse. Die Rassen als Grundlage der Geschichte Europas. J. F. Lehmanns Verlag, München 1925
- Die nordische Rasse und die Juden in den Vereinigten Staaten. In: Die Weltfront. Stimmen zur Judenfrage. 1. Folge. Hg. Hans Krebs & Eugen (Frhr. v.) Engelhardt. 2. erw. Aufl. Nibelungen, Berlin & Leipzig 1935[5]
- The Conquest of a Continent or the Expansion of Races in America. Scribner’s Sons, New York 1933
  - deutsch: Die Eroberung eines Kontinents. Die Verbreitung der Rassen in Amerika. Metzner, Berlin 1937
- The Racial Origins of the Founders of America. Reprint: Scott-Townsend, 1995, ISBN 1-878465-11-2